# Docus Inzikuru
Docus Inzikuru, née le 2 février 1982 à Verra Ezuku (Ouganda), est une athlète ougandaise spécialiste des courses de fond et demi-fond (3 000 m, 5 000 m et 3 000 m steeple).

## Palmarès

### Championnats du monde d'athlétisme
- Championnats du monde d'athlétisme de 2005 à Helsinki,  Finlande
  -  Médaille d'or du 3 000 m steeple

### Championnats d'Afrique d'athlétisme
- Championnats d'Afrique d'athlétisme 2002 à Tunis,  Tunisie
  -  Médaille d'argent du 5 000 m

### Jeux du Commonwealth
- Jeux du Commonwealth de 2006 à Melbourne,  Australie
  -  Médaille d'or sur 3 000 m steeple

### Championnats du monde junior d'athlétisme
- Championnats du monde junior d'athlétisme 2000 à Santiago du Chili,  Chili
  -  Médaille d'or du 5 000 m